# Monestir de Prolha
El monestir de Nostra Senyora de Prolha (en francès Prouilhe) es un convent situat al poble de Prolha, agregat a Fanjaus, al departament de l'Aude. Fundat per Sant Domènec de Guzmán el 1206, acull avui una comunitat de monges de l'orde dels Predicadors.

## Història
Els orígens del monestir es troben als anys previs a l'inici de la Croada albigesa, quan Domènec de Guzman es va establir com a predicador al Llenguadoc. Amb el permís del Bisbe de Tolosa, Folquet de Marsella, va promocionar la construcció d'un monestir en una petita població fortificada anomenada Prolha, molt a prop de Fanjaus. Prolha es convertiria així en un centre de resistència catòlica contra la lluita del catarisme.
El monestir va esdevenir de seguida un refugi per a dones que havien renunciat al catarisme i que s'havien convertit formalment al catolicisme. D'aquesta manera 9 dones van establir-s'hi seguint els preceptes agustinians. Totes elles eren dames pertanyents a la petita noblesa de Fanjaus i ens n'han arribat els noms: Adalais, Raimonda de Passarina, Berenguera, Ricarda de Barbaira, Jordana, Guilhelmina de Belpech, Curtolana, Clareta i Gentiana. També es considera el monestir de Prolha la primera base d'operacions de Domènec de Guzmán i els seus seguidors en la predicació i lluita contra l'heretgia.
El 1294, molts anys després de la mort de Domènec de Guzmán, el monestir de Prolha es va convertir definitivament en un convent de monges de clausura. A partir d'aquesta data, les seves religioses surten als documents com a sorores inclusae, "les germanes tancades".
El març de 1715 un incendi va calcinar bona part de les dependències de l'edifici. Encara no havia acabat la seva reconstrucció quan va esclatar la Revolució francesa. La comunitat de religioses en va ser expulsada el 1792 i l'edifici va ser pillat i completament destruït. De la construcció original només s'ha conservat la clau de volta d'un arc. La seva reconstrucció va ser un projecte personal de Jean-Baptiste Henri-Dominique Lacordaire, que va ser promotor del retorn dels dominics a França després de la seva expulsió durant el Segon Imperi francès. Les obres van ser possibles gràcies als fons de la comtessa Jurien de la Gravière. El 29 d'abril de 1880 es va restaurar la vida monàstica a Prolha amb l'arribada de 9 religioses procedents del monestir de Nai.